# Parvati
Parvati (em sânscrito: Pārvatī, पार्वती) ou Mahādevī é a deusa-mãe no hinduísmo e, nominalmente, a segunda consorte de Shiva, o deus hindu da destruição e renovação (a primeira é Sáti). No entanto, ela não é diferente de Sáti, sendo considerada a reencarnação da ex-consorte de Shiva. É a mãe de Ganexa e de Escanda. Algumas comunidades também acreditam que ela é a irmã de Vishnu. Ela é considerada como a Divina Shákti - a encarnação da energia total do Universo.
Em muitas interpretações das escrituras, Parvati é também considerada como uma representação de Shákti, embora com aspecto mais suave da Deusa Mãe, do que seus outros aspectos, como Kali e Durga. Ela é considerada a filha simbólica do Himalaia e irmã do rio Ganges. Parvati, quando retratada junto com Shiva, aparece com duas armas, mas, quando sozinha, é mostrada com quatro braços, e monta um tigre ou leão.

## Manifestações de Parvati
Geralmente, é considerada uma deusa benigna, mas tem aspectos tanto sombrios, como Durga, Kali, Chandi e os Mahavidyas, como benevolentes, como Mahagauri, Shailputri e Lalita. Às vezes, Parvati é considerado como a suprema Mãe Divina, com todas as outras deusas referidas como encarnações ou manifestações dela. Outras deusas hindus, como Uma, Cali e Durga, costumam ser consideradas manifestações de Parvati.

## Simbolismo
Como esposa de Shiva (que era um asceta mas que, mesmo assim, foi levado ao casamento graças à determinação de Parvati), Parvati representa a unidade entre homem e mulher.